# CAROL 〜A DAY IN A GIRL'S LIFE 1991〜
『CAROL 〜A DAY IN A GIRL'S LIFE 1991〜』（キャロル - ア・デイ・イン・ア・ガールズ・ライフ・ナインティーン・ナインティーワン）は、日本の音楽グループであるTM NETWORKの6枚目のオリジナルアルバム。
1988年12月9日にEPIC/SONY RECORDSからリリースされた。前作『humansystem』（1987年）よりおよそ1年1ヶ月ぶりにリリースされた作品であり、作詞は小室哲哉、小室みつ子が担当、作曲は小室および木根尚登が担当、プロデューサーは小室が担当している。少女「キャロル・ミュー・ダグラス」が異世界で盗まれた「音」を取り戻すという内容のストーリーをモチーフとしたコンセプト・アルバムとなっている。
レコーディングは同年6月から10月までイギリスのアソシエイテッド・インディペンデント・レコーディングおよびコンフォートプレイススタジオにて行われ、ミックス・エンジニアとしてジャパンやXTCを手掛けた事で知られるスティーヴ・ナイが参加、ミュージシャンとしては元ABCのメンバーでYMOの散開ライブにも参加したドラマーのデヴィッド・パーマー、スタイル・カウンシルのドラマーとして知られるスティーヴ・ホワイト、同年9月にB'zのメンバーとしてもデビューしたばかりであった松本孝弘等が参加している。
先行シングルとして、アニメ映画『機動戦士ガンダム 逆襲のシャア』（1988年）の主題歌「BEYOND THE TIME (メビウスの宇宙を越えて)」、同名小説の映画化作品『ぼくらの七日間戦争』（1988年）の主題歌「SEVEN DAYS WAR」、ノンタイアップとなった「COME ON EVERYBODY」を収録している他、後にリカットシングルとして「JUST ONE VICTORY (たったひとつの勝利)」がリリースされ、カップリング曲の「STILL LOVE HER (失われた風景)」はテレビアニメ『シティーハンター2』（1988年 - 1989年）のエンディングテーマとして使用された。
オリコンチャートでは最高位1位を獲得し、最終的な売り上げはミリオンセラーを達成、日本レコード協会ではダブル・プラチナと認定されるなどTM NETWORKのアルバムとしては最大のヒット作となった。2013年には「大人の音楽～Age Free Music～」の「もう一度聴きたいオリジナルアルバム 80年代＆90年代」に選定された。
同年12月9日より本作を受けてのコンサートツアー「TM NETWORK TOUR '88〜'89 CAROL 〜A DAY IN A GIRL'S LIFE 1991〜」が開催され、アルバムコンセプトを再現したミュージカル仕立ての構成でライブが行われた。
後に本作のコンセプトを基にした小説やアニメが制作され、メディアミックスによって展開された。

## 背景
前作『humansystem』のリリースと前後する形で、TM NETWORKは「Kiss Japan TM NETWORK Tour '87〜'88」と題したコンサートツアーを1987年11月9日の大阪フェスティバルホールから翌1988年2月26日の千葉県文化会館まで、40都市全53公演開催した。 12月8日にはフジテレビ系音楽番組『FNS歌謡祭』（1974年 - ）に初出演し、「Get Wild」、「Self Control (方舟に曳かれて)」を演奏した。
その後、前述のツアーが「ノリのいい曲が少なく、乗り切れない」という聴衆の不満の声が挙がった事から、追加公演として「KISS JAPAN DANCING DYNA-MIX TM NETWORK ARENA TOUR」と題したコンサートツアーを3月14日の国立代々木競技場第一体育館から4月6日の神戸ワールド記念ホールまで、8都市全13公演開催した。
5月より小室は映画『ぼくらの七日間戦争』のサウンドトラックの製作に取り掛かり、8月5日に『SEVEN DAYS WAR MUSIC FROM THE ORIGINAL MOTION PICTURE SOUNDTRACK』としてリリースされた。
8月25日にはグループにとって初の東京ドーム公演となる「T-MUE-NEEDS STARCAMP TOKYO Produced by TM NETWORK」を開催、4万7千人を動員した。このライブでは前座としてFENCE OF DEFENSEが参加した他、小室はFANKSに代わるキーワード「T-MUE-NEEDS」を提唱し、本作の原案ともなる演出が施されていた。

## 録音
レコーディングは同年6月から10月までイギリスのアソシエイテッド・インディペンデント・レコーディングおよびコンフォートプレイススタジオにて行われた。
音色を作る上でエンジニア達との間では「とにかく無駄な音を省く」というコンセプトを了解を得て共有し、且つ「1音1音のクオリティを高めていく」、「『humansystem』の2倍の音色・トラックを使いながらも、盛り上がりをなるべく抑えて、ファンに丁寧に聴かせる」ことを徹底した。スティーヴ・ナイは小室の細かいミスタッチ・宇都宮のボーカルの情感・ギタリストの腕を厳しく指摘した。DX7IIの使い方にしても、今までは7,8台重ねて1つの音色を作り上げていたが、本作では1台だけ使用しじっくり時間をかけて、すぐにレコーディングで使用できる様な完成された音色を目指した。小室は「アマチュア時代の気持ちが蘇って情熱が湧いてきた」と回想しているが、松本孝弘はギターの6弦と1弦のバランス感覚の悪さを指摘され、録り直し・反復練習の連続で泣き出してしまった。
同アルバム制作で小室がロンドンに渡った際、それまでシンセサイザーサウンドを突き詰めてきた彼が現地のミュージシャンたちに触発され、特にスティーヴの「アナログに落とすことで、滲んだ感じを出す」という意向でドルビーサラウンド・1/2インチのオープンリールのテープにミキシングが行われた時には「ステレオのパンニングは時計で例えれば7時から5時ぐらいの範囲で割り振られるのに、彼のミックスではそれ以上の広がりや奥行きが表現されている」とアナログとステレオの良さと凄みを再認識させられた。反面、「もうアナログの手法で録音をするのは本作が最後になるだろう」という思いも抱いた。
また同アルバムのスタジオ・ワークを行っていくうちに、アーティストよりもプロデューサーとしてやって行くほうが向いていると実感したという。「TM NETWORK REMASTER」のツアーパンフレット（文/藤井徹貫）によると、2005年〜2007年頃、このアルバムで初めてTM NETWORKを知った、初めて買ったアルバムがこのCAROLだったと小室は直接言われたことが多かったという。

## 構成とテーマ
小室哲哉が拠点を移したロンドンで、リンゼイ・ケンプ主催のミュージカルにインパクトを受けて、そこから「コンサートで踊って、音楽をただ楽しんで発散すればいい」所に衝動的に「プログレッシブ・ロックを基調としたミュージカルを開催する」という企画を衝動的に立て、内容が畑違いの企画だった故にリスクを減らすために「サウンド主体で、ミュージカルを制作し、その後に従来のライブが行われる」という構成にし、バランスをとっていく様にした。
1988年に製作されたが、作品の世界設定は1991年という近未来を舞台に描いた。ストーリーと共に楽曲が練り上げられた。小室哲哉とともに作詞した小室みつ子もミュージシャンとスタジオに詰め、"Still Love Her"、"Winter Comes Around" といったロンドンの情景を彷彿とさせる曲が含まれる。1991年を選んだ理由は1988年当時、1991年以降のスケジュールが未定だったからと言われている。本作と同じく1988年発売の『ぼくらの七日間戦争』のOST『SEVEN DAYS WAR』と同時並行的に製作されている。
「CAROL」のコンセプトが思いついたのは「Kiss Japan TM NETWORK Tour '87〜'88」終了間際の1988年の2月だった。その時点で次のツアーのスケジュールが決まっていたので、制作にかける余裕が少なかった。木根による「どこにでもいるような1人の女の子が誰でも可能性を持っていることに気づき、ほんの少しの勇気を持って向かって突き進む」を大まかなモチーフに留め、3人は「僕らは劇団バンドではないから、まずシングル向けの楽曲を作ろう」と意思統一し「Self Control」の時ほど事前に楽曲と歌詞は作り込まなかった。最終的なストーリー・コンセプトの総括を木根が完成させた後に、そのコンセプトに向けた楽曲を制作しながら、脚本・舞台演出・アレンジを決めていった。小室に至っては「T-MUE-NEEDS STARCAMP TOKYO Produced by TM NETWORK」終了直後のレコーディングでやっと本作を作っていることを自覚し、セットリスト・ビートを考えていった。アルバムに関するすべての作業が終わったのは同年10月8日である。小室は「このアルバムが1988年の一番の大きな収穫である」と答えている。
アナログにこだわり、LPレコード盤は2枚組にした上でCD、カセットテープ、MDと曲順が違い、片方は本作のコンセプト通りの楽曲をまとめて、もう片方はシングルのベスト・アルバムを思わせる構成にした。小室の「本作の物語としての整合性を付けるにはシングル曲が入っていない方がきれいなんだけど、全体的にまとまったアルバムを求めるファンへのプロモーションをするメーカーの要請もあった」「単純に楽曲への思い入れが強く、シングルとして発売した楽曲も改めてAir Studiosでミキシングしたかった」という制作意図を反映したものになっている。そのため小室は本作を「ある程度自由に曲を作ったのをまとめた面があるため、木根のストーリーには沿っていない。厳密にはコンセプト・アルバムではない」と称している。2007年にリマスタリングされた際は、LP盤の構成を踏襲した2枚組CD（紙ジャケット仕様）としてリリースされた。

## 音楽性
1曲目「A Day In The Girl's Life」はアート・オブ・ノイズに所属しているアン・ダッドリーがストリングスアレンジを手掛けたため、アンが手掛けたウイングスの「007 死ぬのは奴らだ」（1973年）と類似していると小室は指摘している。5曲目「COME ON EVERYBODY」は「Come on Let's Dance」を元にライブ中に制作された。6曲目「BEYOND THE TIME」はイントロに重きを置いた作品であり、Bメロで転調する。7曲目「Seven Days War」は本来アルバムに収録する予定ではなかったが、実験的すぎるアルバムであるため売り上げ不振への恐怖感から収録される事となった。8曲目「You're The Best」は小室の様々なルーツが複雑に混ざった曲であり、難易度の高さからライブでも演奏された事がない曲となっている。9曲目「Winter Comes Around」は当時小室がロンドンに在住していた際、冬の凍てつく寒さから来る生活感を基に製作された。10曲目「In The Forest」は情景描写やダイナミズムを念頭にオーケストラを活かす曲として製作されたが、製作中に小室は邦楽から離れて洋楽のような音楽になっている事に気付き、「これは売れてくれないと困るという、怖さもすごく感じました。当時のチャートから考えても、全然J-POPじゃないなと思ったので」と述べている。12曲目「JUST ONE VICTORY」はトッド・ラングレンの同名曲からタイトルのみインスパイアされている。13曲目「STILL LOVE HER」はロンドンでの日常生活を描いた曲であり、小室は「シンガー・ソング・ライター的に、自分のことを歌った曲ですね」と述べている。

## アートワーク
ジャケットのイラストおよびキャラクターデザインはGAINAXの佐々木洋が手がけ、ビジュアルコーディネーターに井上博明（GAINAXプロデューサー）、ビジュアルディレクターは前田真宏（現GONZO取締役）と貞本義行（GAINAX所属）が担当した。なお佐々木洋はシングル「WELCOME BACK 2」（2007年）及びアルバム『SPEEDWAY』（2007年）でもイラストを担当している。
小室は最初から「作画・デザインはGAINAXのスタッフでいく」と決めていたため、アートディレクションの高橋はデザインの打ち合わせに同席こそしたものの、高橋が行った作業は「ここにロゴを入れたい」「表4のここに定型文が」等の事務的な確認が中心だった。

## ツアー
本作のリリースと同日の名古屋市民会館から、翌1989年8月18日の大阪厚生年金会館まで、25都市全63公演におよぶコンサートツアー「TM NETWORK TOUR '88〜'89 CAROL 〜A DAY IN A GIRL'S LIFE 1991〜」を開催した。
ロンドンで行なったオーディションで抜擢された、スウェーデン出身のパニーラ・ダルストランドをキャロル役に迎え、ミュージカル仕立ての一幕を設けた。そのため舞台構築は壮大なものとなり、設計だけでも4億円の費用が計上された。また、当時サポートギタリストの松本孝弘（B'z）もケプリという悪役を演じていた。
しかし3月3日の大阪フェスティバルホールでの公演中に宇都宮隆が膝のじん帯を断裂するという事故に見舞われ、当日の公演はこなしたもののその後の日程が大幅に延期される事態となった。

## 批評
| 専門評論家によるレビュー                                       | 専門評論家によるレビュー |
| レビュー・スコア                                               | レビュー・スコア         |
| 出典                                                           | 評価                     |
| -------------------------------------------------------------- | ------------------------ |
| CDジャーナル                                                   | 肯定的                   |
| TOWER RECORDS ONLINE                                           | 肯定的                   |
| 音楽誌が書かないJポップ批評53 TMN&小室哲哉［ポップス神話創世］ | 肯定的                   |

- 音楽情報サイト『CDジャーナル』では、TM NETWORKを「シンセを抱いたアルフィー」と表現した上で、シンセサイザーを多用した派手な音源という同グループのイメージと比して「サウンドは意外なほどシンプル」と評した上で小室哲哉のメロディーのファンにお勧めであるとした[16]。また音楽性に関しては「オリエンタルな旋律を使いながらも随所にハードなギターをフィーチャー」と指摘し、「ドラマティックな作りとなっている」と称賛した[17]。

- 音楽情報サイト『TOWER RECORDS ONLINE』では、同作のコンセプトストーリーを映画『ネバーエンディング・ストーリー』（1984年）に例えた上で、「物語が詰まったサントラのような作品」と本作を位置付けており、「Still Love Her (失われた風景)」における描写がイギリスを彷彿させると指摘し、「せつない望郷の想いがラストを飾っているから、このアルバムは生きているのかもしれない」と肯定的に評価した[18]。

- 音楽誌『音楽誌が書かないJポップ批評53 TMN&小室哲哉［ポップス神話創世］』においてライターの齋藤奈緒子は、これまでの同グループの作品が思春期における「現実との戦い」という共感できるテーマがあった事と比較した上で、本作のコンセプトに関して「遠いファンタジーの世界に行ってしまった」という理由でリリース当初は受け入れられなかったと指摘、さらに「ありがちなファンタジー性」、「何のてらいもない外国人コンプレックス」とも指摘した上で、『ドラゴンクエストシリーズ』や『ファイナルファンタジーシリーズ』などコンピュータRPGの登場した時代性を考慮する事で「この無茶ぶりも理解できる」と肯定的に評価した[19]。音楽性に関しては「シンセがメインであることには変わりはないが、クオリティの高いアナログの質感、壮大でシアトリカルなスケールはこのアルバムならではのもの」と表現し、ヒットシングルを集めただけのアルバムではなく「大きく「攻め」に出た、ということが肝である」とした上で「TM NETWORKの金字塔的作品であることには変わりはない」と称賛した[19]。

- 「大人の音楽～Age Free Music～」の「もう一度聴きたいオリジナルアルバム 80年代＆90年代」に選定された[20]。

- 田家秀樹は「『一人の少女を主人公にしたファンタジックな物語』という一つのモチーフをアルバム・コンサートを軸に、ビデオ・写真集・小説・ラジオドラマ・OVA。それまでも、その中からいくつかを組み合わせた例はあったが、あそこまで、全面的なメディア展開をしてみせたのは彼らが初めてだった」と評している[21]。
- 八木沼悟志は「僕の第一歩は中学2年生の時に本作を模倣することから始まりました。それこそ『限られた機材で如何に本物に近づくか』という無茶なことを本気でやりました」と回想している[22]。

## チャート成績
オリコンチャートでは最高位1位、登場回数29回となり、売り上げ枚数は66万枚となった。
EPIC/SONY RECORDSの発表によれば、発売から13年かけ、累計売り上げ枚数が彼らのアルバム売上としては最高のミリオンセラーを達成した。
オリコン調べでは60万枚余りと枚数に隔たりがあるが、1994年のTMN終了時点での西日本新聞社調べではCD・LP・カセットを含めた売り上げ枚数は108万3,858枚とあり、当時小室が司会を務めていた深夜番組TK MUSIC CLAMPで解散から1年後にメンバー3人が再会した際には『今、TM NETWORKの時の「CAROL」が93、4万枚くらいいっているんで、もしかしたら100万枚行くかもしれない。』とコメントしている。
「アルバムをベースに様々なメディアで発信するアーティスト発のメディアミックス」の元祖になり、本作を切っ掛けに木根の楽曲が世間に浸透し始めたが小室は後に「ミュージカルのサウンドトラックとして発表したらもっと売れなかったし、TMのアルバムだからあそこまで売れた」「ロングラン公演なんて始めから出来ない企画であり、唯一できる事はビデオに残すことだけだった」「多くのメディアで展開しましたが、今思えばその全てが点で横のつながりを作り出せなかったのが残念。再び機会があるならそれぞれがリンクする手法に挑みたい」と振り返っている。その後、その雪辱は「DEVOTION」「シティーハンター」の世界観を前提としたライブツアー「40th FANKS intelligence Days 〜DEVOTION〜」で果たされることとなった。

## 収録曲

### CD版、CT版、MD版
| 全編曲: 小室哲哉。 |                                              |            |          |      |
| #                  | タイトル                                     | 作詞       | 作曲     | 時間 |
| 1.                 | 「A Day In The Girl's Life (永遠の一瞬)」    | 小室哲哉   | 小室哲哉 | 4:10 |
| 2.                 | 「Carol (Carol's Theme I)」                  | 小室哲哉   | 小室哲哉 | 2:55 |
| 3.                 | 「Chase In Labyrinth (闇のラビリンス)」      | 小室みつ子 | 木根尚登 | 4:33 |
| 4.                 | 「Gia Corm Fillippo Dia (Devil's Carnival)」 | 小室みつ子 | 木根尚登 | 5:18 |
| 5.                 | 「Come On Everybody」                        | 小室哲哉   | 小室哲哉 | 4:56 |
| 6.                 | 「Beyond The Time (Expanded Version)」       | 小室みつ子 | 小室哲哉 | 5:18 |
| 7.                 | 「Seven Days War (Four Pieces Band Mix)」    | 小室みつ子 | 小室哲哉 | 4:58 |

| #         | タイトル                                  | 作詞       | 作曲               | 時間  |
| --------- | ----------------------------------------- | ---------- | ------------------ | ----- |
| 8.        | 「You're The Best」                       | 小室みつ子 | 小室哲哉           | 5:23  |
| 9.        | 「Winter Comes Around (冬の一日)」        | 小室みつ子 | 木根尚登           | 4:41  |
| 10.       | 「In The Forest (君の声が聞こえる)」      | 小室みつ子 | 小室哲哉           | 2:56  |
| 11.       | 「Carol (Carol's Theme II)」              | 小室みつ子 | 小室哲哉           | 4:00  |
| 12.       | 「Just One Victory (たったひとつの勝利)」 | 小室哲哉   | 小室哲哉           | 6:59  |
| 13.       | 「Still Love Her (失われた風景)」         | 小室哲哉   | 小室哲哉、木根尚登 | 5:52  |
| 合計時間: | 合計時間:                                 | 合計時間:  | 合計時間:          | 62:01 |

### LP盤
| 全編曲: 小室哲哉。 |                                              |            |          |      |
| #                  | タイトル                                     | 作詞       | 作曲     | 時間 |
| 1.                 | 「A Day In The Girl's Life (永遠の一瞬)」    | 小室哲哉   | 小室哲哉 | 4:10 |
| 2.                 | 「Carol (Carol's Theme I)」                  | 小室哲哉   | 小室哲哉 | 2:55 |
| 3.                 | 「Chase In Labyrinth (闇のラビリンス)」      | 小室みつ子 | 木根尚登 | 4:33 |
| 4.                 | 「Gia Corm Fillippo Dia (Devil's Carnival)」 | 小室みつ子 | 木根尚登 | 5:18 |

| #  | タイトル                                  | 作詞       | 作曲     | 時間 |
| -- | ----------------------------------------- | ---------- | -------- | ---- |
| 1. | 「In The Forest (君の声が聞こえる)」      | 小室みつ子 | 小室哲哉 | 2:56 |
| 2. | 「Carol (Carol's Theme II)」              | 小室みつ子 | 小室哲哉 | 4:00 |
| 3. | 「Just One Victory (たったひとつの勝利)」 | 小室哲哉   | 小室哲哉 | 6:59 |

| #  | タイトル                           | 作詞       | 作曲     | 時間 |
| -- | ---------------------------------- | ---------- | -------- | ---- |
| 1. | 「You're The Best」                | 小室みつ子 | 小室哲哉 | 5:23 |
| 2. | 「Come On Everybody」              | 小室哲哉   | 小室哲哉 | 4:56 |
| 3. | 「Winter Comes Around (冬の一日)」 | 小室みつ子 | 木根尚登 | 4:41 |

| #  | タイトル                                  | 作詞       | 作曲               | 時間 |
| -- | ----------------------------------------- | ---------- | ------------------ | ---- |
| 1. | 「Seven Days War (Four Pieces Band Mix)」 | 小室みつ子 | 小室哲哉           | 4:58 |
| 2. | 「Beyond The Time (Expanded Version)」    | 小室みつ子 | 小室哲哉           | 5:18 |
| 3. | 「Still Love Her (失われた風景)」         | 小室哲哉   | 小室哲哉、木根尚登 | 5:52 |

## 曲解説
1. A Day In The Girl's Life (永遠の一瞬)
小室が当時の活動拠点としていたロンドンの自宅で初めて作曲した曲[27]。
2. Carol (Carol's Theme I)
前曲のアウトロからそのまま本曲のイントロへ継る。
11曲目とは異なり、こちらは高音バージョンとなり、宇都宮が単独で歌っている。
3. Chase In Labyrinth (闇のラビリンス)
小室の「この曲は木根だ」という意向から、バックトラックは全て小室が制作し、ボーカル用のメロディは木根が作曲した[28]。
4. Gia Corm Fillippo Dia (Devil's Carnival)
音色のコンセプトは「エレクトロニカとサンバを融合させること」とした[29]。
5. Come On Everybody
15thシングル。表記は特にされていないが、先行シングル版とは異なり、サビ直前の歌い出し「"Get up and go!"」の部分にディレイが掛けられている、サビの1フレーズ目やリフレインが異なる他、サビのエレキギターの白玉フレーズを排除など、リミックスが施されている。
アルバムの中で唯一ドラムマシンを使用した楽曲である[29]。このアルバムにおいて一番打ち込みが多い曲とのことである。B'z松本孝弘によるエレキギターの演奏もいったんサンプラーに取り込んで同期させて演奏しているとのこと[30]。
6. Beyond The Time (Expanded Version)
13thシングルのアルバムバージョン。シングルバージョンとは演奏時間・ドラムの音（シングルバージョンは打ち込み、アルバムバージョンは生ドラム）・ミックス（例として、シングルバージョンにはあった3:44近辺のコーラスがアルバムバージョンではカットされている）の相違がある。LUNA SEAや森口博子など、後に複数のアーティストにカバーされる。
2024年5月15日、「澤野弘之 feat. SennaRin」によるカバーバージョンが『TM NETWORK TRIBUTE ALBUM -40th CELEBRATION-』に収録された。
7. Seven Days War (Four Pieces Band Mix)
14thシングルのアルバムバージョン。このアルバムにおいて一番打ち込みが少ない曲とのこと。中学生20人のコーラスや打ち込みのパートをカットして、ギター・ベース・ドラムス・キーボードの4パートで演奏できるようにしたバージョンであるとのこと[30]。浜崎あゆみや氷川きよしなど、後に複数のアーティストにカバーされる。
2024年5月15日、「GRe4N BOYZ」によるカバーバージョンが『TM NETWORK TRIBUTE ALBUM -40th CELEBRATION-』に収録された。
8. You're The Best
歌詞の韻の踏み方・楽器のパート別のアレンジ作業をそれぞれの担当者に一任した[29]。
9. Winter Comes Around (冬の一日)
10. In The Forest (君の声が聞こえる)
小室みつ子が本作の収録曲で最初にロンドンで書いた曲である[31]。
原作たる小説がなかったので「森の中でさまようキャロルが、メンバー3人に出会う」風景を想像しながら書いた[31]。
木根は小室みつ子に対し「この詩で小説のイメージがばっちり決まったよ。ありがとう」と感謝を示した[31]。
11. Carol (Carol's Theme II)
前曲のアウトロからそのまま本曲のイントロへ継る。また本曲の後半は前曲と同じフレーズのリフレインとなっているが、前曲と異なりスローテンポとなっている。その他、2曲目とは異なり、こちらは低音を強調したバージョンであり、女性ボーカルの部分が存在する。
12. Just One Victory (たったひとつの勝利)
後に16thシングルでリミックスバージョンとしてシングルカットされる。
間奏の途中で、3曲目「Chase In Labyrinth (闇のラビリンス)」が挿入されている。
また曲終了後、「In The Forest (君の声が聞こえる)」のピアノインストゥルメンタルバージョンが一部流れる。
13. Still Love Her (失われた風景)
16thシングル「JUST ONE VICTORY (たったひとつの勝利)」のカップリング曲としてシングルカットされている。テレビアニメ『シティーハンター2』（日本テレビ系列）のエンディング・テーマとして使用された。MEGやアイドルネッサンスなど、後に複数のアーティストにカバーされる。
2024年5月15日、「くるり」によるカバーバージョンが『TM NETWORK TRIBUTE ALBUM -40th CELEBRATION-』に収録された。

## クレジット

### レコーディングメンバー
A Day In The Girl's Life (永遠の一瞬)

Carol (Carol's Theme I)
- 宇都宮隆 : Lead Vocal
- 小室哲哉 : Synthesizer Bass, Acoustic Piano
- 木根尚登 : Acoustic Guitar
- 迫田到 : Manipulating
- 松本孝弘 : Electric Guitar
- David Palmer : Drums
- Steve Sidelnyk : Percussions
- Anne Dudley Orchestra : Strings
- TM NETWORK : Backing Vocal
- Belva Haney : Backing Vocal
- 大竹健 : Devil's Effect
- Anne Dudley : Strings Arranged
- Steve Jackson : Recorded
- 伊東俊郎 : Recorded(Vocal & A.Guitar)
- John Jacobs : Strings Recorded

Chase In Labyrinth (闇のラビリンス)
- 宇都宮隆 : Lead Vocal
- 小室哲哉 : Keyboard, Synthesizer Bass
- 木根尚登 : Acoustic Guitar
- 迫田到 : Manipulating
- 松本孝弘 : Electric Guitar
- Steve White : Drums
- Steve Sidelnyk : Percussions
- TM NETWORK : Backing Vocals
- Steve Jackson : Recorded
- 伊東俊郎 : Recorded(Vocal & A.Guitar)
- Denny Bridges : Recorded(Vocal & A.Guitar)

Gia Corm Fillippo Dia (Devil's Carnival)
- 宇都宮隆 : Lead Vocal
- 小室哲哉 : Keyboard, Synthesizer Bass
- 迫田到 : Manipulating
- Morris Micheal : Electric Guitar
- David Palmer : Drums
- Steve Sidelnyk : Percussions
- TM NETWORK : Backing Vocals
- Belva Haney : Backing Vocals
- 大竹健 : Devil's Effect
- Steve Jackson : Recorded
- 伊東俊郎 : Recorded(Vocal）

Come On Everybody
- 宇都宮隆 : Lead Vocal
- 小室哲哉 : Keyboard, Synthesizer Bass
- 迫田到 : Manipulating
- 松本孝弘 : Electric Guitar
- Akai Lynn : Drums
- Dee Long : Drums Programmed
- TM NETWORK : Backing Vocals
- Belva Haney : Backing Vocals
- Steve Jackson : Recorded
- 伊東俊郎 : Recorded(Vocal）

Beyond The Time (Expanded Version)
- 宇都宮隆 : Lead Vocal
- 小室哲哉 : Keyboard, Synthesizer Bass
- 迫田到 : Manipulating
- 鳥山雄司 : Electric Guitar
- 青山純 : Drums
- 中村哲 : Saxphone
- TM NETWORK : Backing Vocals
- 伊東俊郎 : Recorded

Seven Days War (Four Pieces Band Mix)
- 宇都宮隆 : Lead Vocal
- 小室哲哉 : Synthesizer Bass, Acoustic Piano
- 木根尚登 : Acoustic Guitar
- 迫田到 : Manipulating
- Clem Clempson : Electric Guitar
- David Palmer : Drums
- TM NETWORK : Backing Vocals
- 伊東俊郎 : Recorded
- Mark Chamberlain : Recorded

You're The Best
- 宇都宮隆 : Lead Vocal
- 小室哲哉 : Keyboard, Synthesizer Bass
- 迫田到 : Manipulating
- Morris Micheal : Electric Guitar
- David Palmer : Drums
- Steve Sidelnyk : Percussions
- TM NETWORK : Backing Vocals
- Steve Jackson : Recorded
- 伊東俊郎 : Recorded(Vocal）

Winter Comes Around (冬の一日)
- 宇都宮隆 : Lead Vocal
- 小室哲哉 : Synthesizer Bass, Acoustic Piano
- Anne Dudley Orchestra : Strings
- TM NETWORK : Backing Vocals
- Anne Dudley : Strings Arranged
- Steve Jackson : Recorded
- 伊東俊郎 : Recorded(Vocal）
- John Jacobs : Recorded(Strings)

In The Forest (君の声が聞こえる)

Carol (Carol's Theme II)
- 宇都宮隆 : Lead Vocal
- 小室哲哉 : Keyboard, Synthesizer Bass
- 迫田到 : Manipulating
- 松本孝弘 : Electric Guitar
- Steve White : Drums
- Steve Sidelnyk : Percussions
- Anne Dudley Orchestra : Strings
- TM NETWORK : Backing Vocals
- Belva Haney : Backing Vocals
- Anne Dudley : Strings Arranged
- Steve Jackson : Recorded
- 伊東俊郎 : Recorded(Vocal）
- John Jacobs : Recorded(Strings)

Just One Victory (たったひとつの勝利)
- 宇都宮隆 : Lead Vocal
- 小室哲哉 : Keyboard, Synthesizer Bass, Acoustic Piano
- 木根尚登 : Acoustic Guitar
- 迫田到 : Manipulating
- 松本孝弘 : Electric Guitar
- David Palmer : Drums
- Steve Sidelnyk : Percussions
- TM NETWORK : Backing Vocals
- Steve Jackson : Recorded
- 伊東俊郎 : Recorded(Vocal, Acoustic Piano, A.Guitar）

Still Love Her (失われた風景)
- 宇都宮隆 : Lead Vocal
- 小室哲哉 : Keyboard, Synthesizer Bass, Acoustic Piano
- 木根尚登 : Acoustic Guitar, Harmonica
- Steve White : Drums
- Steve Sidelnyk : Percussions
- TM NETWORK & Friends : Backing Vocals
- Steve Jackson : Recorded
- 伊東俊郎 : Recorded(Vocal, Harmonica, A.Guitar）

### スタッフ
- Produced : 小室哲哉
- Mixed, Mastered : Steve Nye
- Marking Engineer : 田中三一
- Manipulating : 浅倉大介[32]
- Executive Producer : 小坂洋二
- Assisted : Karl Lever, Rupert Coulson, Martin Heyes
- Pre Production Assisted : Danny Hyde, かきざきかつひろ
- Associate Producer : 山口三平
- Production Coordination : 大竹健, Ray Davidson
- Management : Office Timemachine (青木高貴, 井上哲生, おのけいこ)
- Supervisor : 松村慶子
- Artist Promotion : 足立達夫, 立岡正樹(Office Timemachine)
- Video Director : 坂西 "Angry" 伊作
- Art Direction : 高橋伸明
- Photography : 大川直人
- Stylist : 岩瀬明美
- Hair & Make-up : 佐野美由紀
- Illustration & Character Design : 佐々木洋
- Visual Coordinated : 井上博明
- Visual Direction : 前田真宏, 貞本義行（ガイナックス）
- Special Thanks : Tom Bailey, Rupert Merton(Point Music), John Burges(Air Management)

## リリース履歴
1988年12月9日にEPIC/SONY RECORDSより、LP、CT、CD、ついで1992年12月12日にMDの4形態でリリースされた。
その後も1991年9月5日、1996年6月17日、2000年3月23日とCD盤のみ再リリースされ、2004年3月31日には完全限定生産盤のCD-BOX『WORLD HERITAGE DOUBLE-DECADE COMPLETE BOX』に紙ジャケット、24bitデジタルリマスタリング仕様で収録された。
2007年3月21日には単独で紙ジャケット、デジタルリマスタリング仕様でリリースされ、2013年2月20日にはデジタルリマスタリング仕様でBlu-spec CD2にてリリースされた。
2014年12月24日にはLP盤の収録曲に準じた2枚組CDとインストゥルメンタル仕様のCD、未発表となっていたライブ映像などを加えたボックス・セット『CAROL DELUXE EDITION』がリリースされた。
| No. | 日付           | レーベル                       | 規格         | 規格品番                               | 最高順位 | 備考 |
| --- | -------------- | ------------------------------ | ------------ | -------------------------------------- | -------- | --- |
| 1   | 1988年12月9日  | EPIC/SONY RECORDS              | LP CT CD     | 28･3H-5070〜5071 28･6H-5070 32･8H-5070 | 1位      | |
| 2   | 1991年9月5日   | EPIC/SONY RECORDS              | CD           | ESCB-1210                              | -        | |
| 3   | 1992年12月12日 | EPIC/SONY RECORDS              | MD           | ESYB-7030                              | -        | |
| 4   | 1996年6月17日  | EPIC/SONY RECORDS              | CD           | ESCB-1757                              | -        | |
| 5   | 2000年3月23日  | エピックレコード               | CD           | ESCB-2118                              | -        | |
| 6   | 2004年3月31日  | エピックレコード               | CD           | ESCL-2528                              | -        | CD-BOX『WORLD HERITAGE DOUBLE-DECADE COMPLETE BOX』（完全生産限定盤）収録 紙ジャケット、24bitデジタルリマスタリング仕様 |
| 7   | 2007年3月21日  | ソニー・ミュージックダイレクト | CD           | MHCL-1040〜1041                        | 277位    | LPに準拠した曲順のCD2枚組、紙ジャケット、デジタルリマスタリング仕様（完全生産限定盤）                                   |
| 8   | 2013年2月20日  | ソニー・ミュージックダイレクト | Blu-spec CD2 | MHCL-30013                             | 166位    | デジタルリマスタリング仕様                                                                                              |
| 9   | 2014年12月24日 | ソニー・ミュージックダイレクト | Blu-spec CD2 | MHCL-30270〜30271                      | 13位     | CD-BOX『CAROL DELUXE EDITION』（完全生産限定盤）収録 LPに準拠した曲順のCD2枚組、デジタルリマスタリング仕様              |

## その他のメディア

### バンドスコア
1988年12月30日に、シンコーミュージックにより発売。曲順はLP盤に準拠している。EOS B200の音色番号が譜面上に書き込まれており、EOS B200を使ったコピーがしやすいように配慮がなされている。TM NETWORKのメンバー3人だけでなく、EOSの音色作成を担当し、CAROLツアーのマニピュレーターだった浅倉大介のインタビューも記載されている。

### 小説
TM NETWORKのメンバーである木根尚登が、小室哲哉の「木根が書いてよ。」という一言から執筆を始めた、初作の小説『CAROL』。挿絵はCD同様、GAINAXのスタッフが手がける。1989年4月15日発売、50万部以上の売上。
2014年11月14日に、小室書下ろしのストーリーブック『CAROLの意味』が発売。世界観に合わせて制作された50分を超えるインスト曲「password」をダウンロードすることが出来るMUSIC CARDを付属。

### 写真集
1989年9月16日出版、『CAROL GRAFFITI』は、TM NETWORKの『CAROL』ツアーの様子を納めた、メモリアル写真集。

### ラジオドラマ
- NACK5で全4回のラジオドラマがオンエア。
- NHK-FMで60分間の前・後編（計120分）のラジオドラマとして放送された。増田未亜主演。
- ラジオ番組『オールナイトニッポン』でパーソナリティをしていた木根尚登も演じた、サイドストーリーも放送された。

### アニメ
元々は小室哲哉のライブフィルムとの同時上映会 "FANKS! FILM COLLECTION" のために作成されたアニメ『CAROL』。
原作・プロデューサー：木根尚登、構成・キャラクター原案は漫画家の高河ゆん。
原作に沿ったストーリーだが、主人公のキャロルは少々勝気でわがままに、小説では獣人であった敵対者のケプリが重要なポジションの好人物に（なおかつ人間の姿に）描かれている。また高河の案で、ラブストーリー要素も盛り込まれている。自身がモデルのフラッシュ役に、宇都宮隆が声優として挑戦し、音楽担当は小室哲哉。後にOVAとして1990年5月21日リリース。ジャケットは高河の書き下ろし。声の主演は久川綾、出﨑哲監督、マジックバス制作（クレジットされていないが、GAINAX制作協力）。

### サウンドトラック
上記アニメのサウンドトラック『CAROL SOUNDTRACK SPECIAL EDITION』。販促品としてプレゼントされていた5曲収録の8cmCD。全曲インストゥルメンタルだが、"Just One Victory" の間奏に挿入されている "Chase In Labyrinth" のサビ部分はボーカルが残されている。
収録曲
1. A Day In The Girl's Life（永遠の一瞬）
2. Carol (Carol's Theme I)
3. Gia Corm Fillippo Dia (Devil's Carnival)
4. Carol (Carol Theme II)
5. Just One Victory (たったひとつの勝利)

### マンガ
かつて、アニメ化が決まった時点で漫画化の話も出たが、ソニーが手を引いたので立ち消えになったらしい。
高河ゆん作のマンガ『CAROL-K』は、キャロルの孫娘、品川京呼（しながわ きょうこ）を主人公にした、オリジナルストーリー。京呼の母、カオリ・ミュー・シナガワがキャロルの娘。キャロルは特別な音楽の才能もない普通の少女として描かれたが、京呼は7オクターブの声域の歌の才能を持つ。
ソニー・マガジンズの漫画雑誌『きみとぼく』で1994年の読み切り掲載後、1995年から連載されていたが、物語は未完のまま。単行本発行の予告も打たれたものの、結局、刊行はされていない。

### イメージアルバム
1996年9月21日リリースの、マンガ『CAROL-K』のイメージアルバム『CAROL-K 〜Graduater〜』。
ラジオ番組から派生したオーディオドラマと、TM NETWORK『CAROL』からのカヴァー曲が収録された音楽CD。椎名へきる主演。

### DVD
2004年4月21日発売、TM NETWORK『CAROL』ツアーの、当時ライブビデオには納められることのなかった、ミュージカル部分の映像を収録したライブDVD『CAROL the LIVE』。木根の小説本『CAROL』を同梱し、2004年12月までの限定生産としてリリース。

## CAROL DELUXE EDITION
2014年12月24日発売。Blu-spec CD2でリマスタリングされたLPに準拠した曲順のCD2枚とアルバム全曲のインストゥルメンタルディスクCD1枚、1989年8月30日横浜アリーナ「CAMP FANKS '89」の映像を全編収録したDVD(2004年発売の「CAROL THE LIVE」とは違う編集)、写真集『CAROL GRAFFITI』を中心に構成した写真集（メンバーそれぞれの「CAROL」に関する最新インタビューも掲載）を新装して、30cm（アナログLP）パッケージサイズにまとめた完全生産限定盤BOX。
DISC 1（CD）：CAROL –A DAY IN A GIRL’S LIFE 1991- LP DISC1
1. A Day In The Girl's Life (永遠の一瞬)
2. Carol (Carol's Theme I)
3. Chase In Labyrinth (闇のラビリンス)
4. Gia Corm Fillippo Dia (Devil's Carnival)
5. In The Forest (君の声が聞こえる)
6. Carol (Carol's Theme II)
7. Just One Victory (たったひとつの勝利)

DISC 2（CD）:CAROL –A DAY IN A GIRL’S LIFE 1991- LP DISC2
1. You're The Best
2. Come On Everybody (Album Version)
3. Winter Comes Around (冬の一日)
4. Seven Days War (Four Pieces Band Mix)
5. Beyond The Time (Expanded Version)
6. Still Love Her (失われた風景)

DISC 3（CD）：CAROL –A DAY IN A GIRL’S LIFE 1991- INSTRUMENTAL DISC
1. A Day In The Girl's Life (永遠の一瞬)
2. Carol (Carol's Theme I)
3. Chase In Labyrinth (闇のラビリンス)
4. Gia Corm Fillippo Dia (Devil's Carnival)
5. Come On Everybody
※コーラス部分のみ存在する所謂オリカラ版となっている為、シングル版C/W及び『ORIGINAL SINGLE BACK TRACKS 1984-1999』収録版とは明らかに異なる。
6. Beyond The Time (Expanded Version)
7. Seven Days War(Four Pieces Band Mix)
※コーラス部分のみ存在する、『ORIGINAL SINGLE BACK TRACKS 1984-1999』版に近いが、LALALA…の60音声コーラスやストリングスが無い本作版に準拠している。
8. You're The Best
9. Winter Comes Around (冬の一日)
10. In The Forest (君の声が聞こえる)
11. Carol (Carol's Theme II)
12. Just One Victory (たったひとつの勝利)
※間奏途中の「Chase In Labyrinth (闇のラビリンス)」のみボーカル部分が存在する。
13. Still Love Her (失われた風景)
※『ORIGINAL SINGLE BACK TRACKS 1984-1999』版とは異なり原版同様フェードアウト。

DISC 4（DVD）：CAMP FANKS ‘89 at YOKOHAMA ARENA NEW EDITION片面2層／144min／COLOR
SPECIAL BOOK：CAROL THE BOOK（全84ページ）